# فرد ارمیسن
فریدون رابرت «فرد» آرمیسن (انگلیسی: Fereydun Robert "Fred" Armisen؛ زادهٔ ۴ دسامبر ۱۹۶۶) یک هنرپیشه و فیلم‌نامه‌نویس اهل ایالات متحده آمریکا است.

## فیلم‌شناسی
از فیلم‌ها یا برنامه‌های تلویزیونی که وی در آن نقش داشته‌است می‌توان به دیکتاتور، گوینده: افسانه ران برگندی، ایزی ای، پلیس تعلیق شده، اسمورف‌ها ۲، زولندر ۲، اکس، حباب، چگونه پایان می‌پذیرد، ترفیع، عروسی خانوادگی ما و مامان بچه اشاره کرد.